# Argyresthia prenjella
Argyresthia prenjella is een vlinder uit de familie van de pedaalmotten (Argyresthiidae). De wetenschappelijke naam van de soort werd in 1901 gepubliceerd door Hans Rebel.